# Europastraße 43
Die Europastraße 43 (Abkürzung: E 43) ist eine Europastraße, die sich in Nord-Süd-Richtung durch Mitteleuropa erstreckt.

## Verlauf
Die E 43 zählt zu den wichtigsten Straßenverbindungen über die Alpen.
Im Norden beginnt sie am Autobahndreieck Würzburg-West (E 41), berührt kurz darauf die E 45, welche Schweden und Dänemark mit Deutschland verbindet. Im Süden geht die E 43 in die E 35 über, welche nach Mittelitalien führt.
In Deutschland nutzt die E 43 die A 3, A 7 und die A 96.

In Österreich führt sie über die A 14 sowie über die L 202 und einige Straßen in der Stadt Bregenz.

In der Schweiz verläuft die Route über die gesamte A13.
Der höchste Punkt liegt im 6,6 km langen San-Bernardino-Tunnel.

## Streckenausbau
Die Strecke ist in Deutschland und Österreich hauptsächlich vierspurig, vereinzelt auch sechsspurig, ausgebaut.

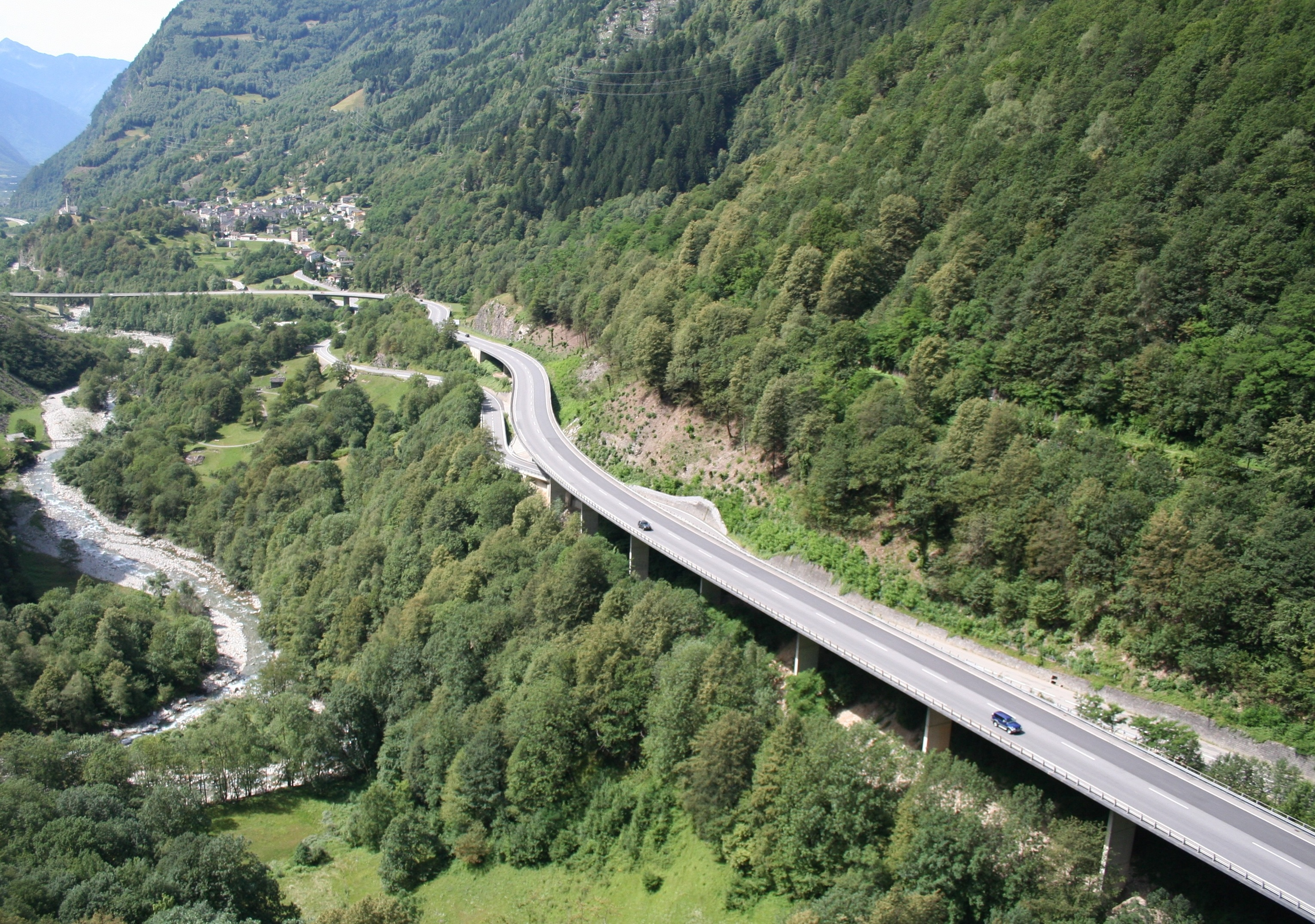
Autostrasse A13 unterhalb Mesocco

Zwischen der Schweiz und Österreich führt die E 43 zusammen mit der E 60 durch Bregenz und über Land nach St. Margrethen, dieser Abschnitt hätte durch die geplante Schnellstraße S18 umfahren werden sollen. Die Realisierung dieser Strecke ist aber ungewiss.
In der Schweiz ist die Strecke bis zur Verzweigung Reichenau vierspurig, von dort bis kurz vor Ende ist sie mehrheitlich zweispurig. Jedoch gibt es auch hier einige Ausnahmen, auf denen die Straße drei- bis vierspurig ist.

## Städte entlang der Strecke
Folgende Städte liegen direkt an der Strecke oder in unmittelbarer Nähe:

### Deutschland
- Würzburg
- Rothenburg ob der Tauber
- Feuchtwangen
- Ellwangen
- Aalen
- Heidenheim an der Brenz
- Ulm
- Memmingen
- Leutkirch im Allgäu
- Wangen im Allgäu
- Lindau (Bodensee)

### Österreich

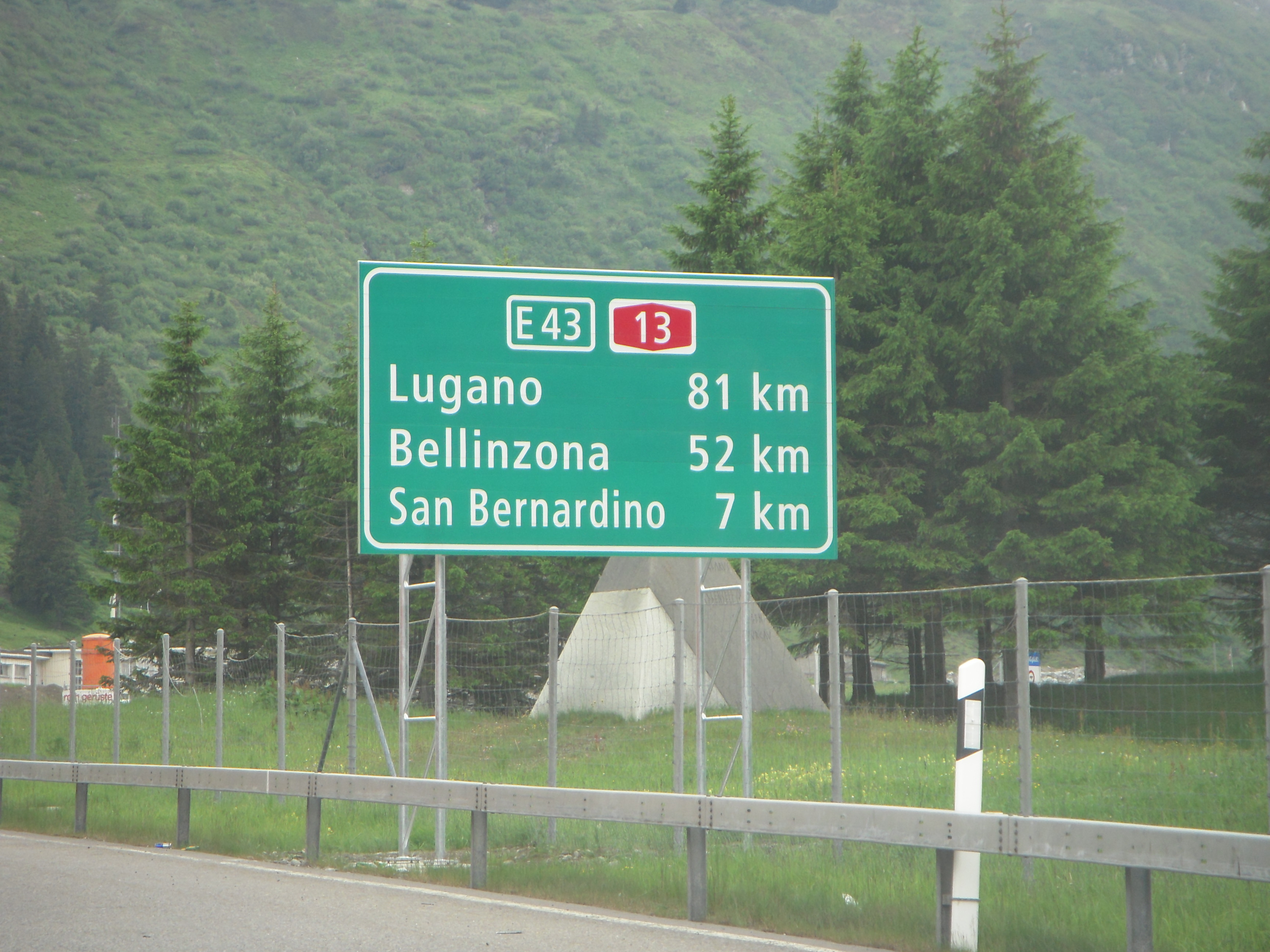
Graubünden, Schweiz

- Bregenz

### Schweiz
- Altstätten
- Buchs SG
- Sargans
- Chur
- Bellinzona